# Vilma Cecilia Morales
Vilma Cecilia Morales Montalván (sinh ngày 15 tháng 10 năm 1954 tại Puerto Cortés) là một luật sư người Honduras. Bà được chỉ định là Chủ tịch của Tòa án Tối cao Honduras  từ năm 2002 đến 2009.
Năm 2010, bà được bổ nhiệm làm chủ tịch Ủy ban Ngân hàng và Bảo hiểm Quốc gia.